# Ferry Naminoue (Schiff, 2012)
Die Ferry Naminoue (japanisch フェリー波之上) ist ein 2012 in Dienst gestelltes Fährschiff der japanischen Reederei A-Line Ferry. Sie steht auf der Strecke von Kagoshima nach Amami-Ōshima, Tokunoshima, Okinoerabu-jima, Yoronjima und Naha im Einsatz.

## Geschichte
Die Ferry Naminoue wurde am 4. August 2011 unter der Baunummer 1160 in der Werft von Mitsubishi Heavy Industries in Shimonoseki auf Kiel gelegt und lief am 27. März 2012 vom Stapel. Nach der Ablieferung an A-Line Ferry am 19. September 2012 nahm sie am 27. September den Fährdienst von Kagoshima nach Amami-Ōshima, Tokunoshima, Okinoerabu-jima, Yoronjima und Naha auf und ersetzte hierbei ihre 1994 in Dienst gestellte, gleichnamige Vorgängerin, die anschließend als Sewol nach Südkorea verkauft wurde und im April 2014 mit dem Verlust von über 300 Menschenleben sank.
Im Wechsel mit ihrem bereits 2008 in Dienst gestellten Schwesterschiff Ferry Akebono bedient die Ferry Naminoue alle zwei Tage ihre Strecke. Für eine einfache Fahrt benötigt sie hierbei etwa 25,5 Stunden. Wie bei ihrem Schwesterschiff sind auch ihre Passagiereinrichtungen barrierefrei und somit für Menschen mit körperlichen Beeinträchtigungen nutzbar. Die Fähre verfügt unter anderem über ein Restaurant mit 84 Sitzplätzen, ein Bordgeschäft und einen Raucherraum. Die Passagiere sind in Privatkabinen Erster Klasse oder in Mehrbettkabinen und Schlafsälen in verschiedenen Größen der Zweiten Klasse untergebracht.